# Andrzej Czabański

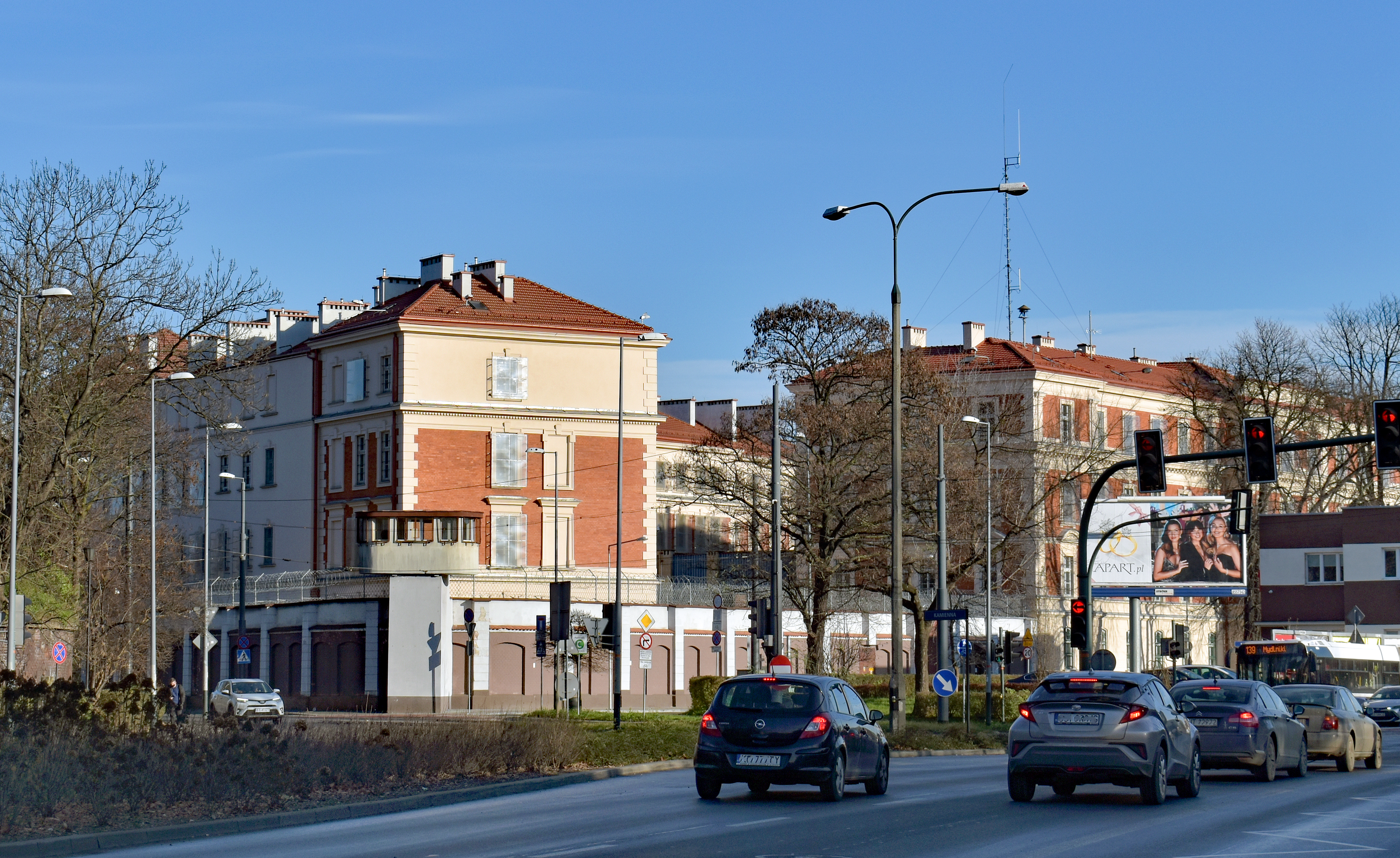
Więzienie Montelupich w Krakowie – miejsce, w którym wykonano ostatnią karę śmierci w Polsce

Andrzej Czabański (ur. 5 listopada 1959, zm. 21 kwietnia 1988 w Krakowie) – polski morderca i gwałciciel, ostatnia osoba, na której wykonano karę śmierci w Polsce.

## Życie prywatne
W 1980 ożenił się. Pracował jako taksówkarz, a potem pomagał swojej żonie w prowadzeniu sklepu ze sprzętem motoryzacyjnym, który zamknięto, gdy żona Andrzeja była w zaawansowanej ciąży.

## Zbrodnia
Andrzej Czabański znał kobietę, którą później zabił. Jego brat chodził do tej samej klasy co jej córka, dodatkowo ofiara była sąsiadką Andrzeja, mieszkali w tym samym bloku. Ofiara regularnie przychodziła do mieszkania Czabańskich po wywiadówkach szkolnych, by opowiedzieć co mówił nauczyciel. Czabańscy i ofiara zapraszali się nawzajem na imieniny i spotykali pijąc razem herbatę. Ofiara Nowak była także, wraz ze swym mężem, obecna na ślubie Andrzeja.
11 czerwca 1984 roku, będąc pod wpływem alkoholu, wszedł do mieszkania 41-letniej kobiety (ofiary) i powiedział, że na poczcie czeka rozmowa z USA. Mąż ofiary pracował w USA, więc kobieta ucieszona wizją rozmowy z mężem, z którym dawno nie rozmawiała, wybiegła z mieszkania na pocztę. Tam dowiedziała się, że nie zamawiano żadnej rozmowy z USA. Andrzej stwierdził jednak, że ma znajomego w Skrzyszowie, który pracuje na poczcie i może wyjaśnić sprawę. Kobieta wsiada z nim do samochodu Andrzeja (Fiata 126, znanego powszechnie jako „Maluch”). Pojechali razem. Nastał świt, a dookoła nich były tylko pola. Wtedy Andrzej mówi, że to tutaj, po czym przyznaje, iż kłamał, a chodziło mu tylko o seks. Ofiara próbowała się ratować, informowała, że się boi, że ma męża, że Andrzej jest dużo młodszy; zaproponowała nawet zapłacenie mu 200 dolarów, które ma w domu. Mimo to Andrzej Czabański uderzył ofiarę w twarz otwartą dłonią, po czym ją zgwałcił. Po dokonaniu gwałtu pobił ją kluczem do kół, a następnie podnośnikiem, w wyniku czego kobieta zmarła. Po upewnieniu się, że ofiara nie żyje, przeciągnął jej ciało w pole. Po tym wsiadł do auta i pojechał zamordować córki ofiary ponieważ widziały one, że wchodził do mieszkania ich matki. Próbował udusić starszą z nich przy użyciu krawata, a młodszą mocno uderzył. Mimo to przeżyły. Następnie znów wsiadł do auta, pojechał do babci pod Tarnowem i schował w krzakach zakrwawione ubranie. Powiedział babci, że "trochę popił", po czym pojechał do sklepu po oranżadę. Później w liście twierdził, że nigdy nie wybaczy sobie popełnienia morderstwa.

## Wyrok i egzekucja
Został skazany na śmierć 12 czerwca 1986 roku przez Sąd Wojewódzki w Tarnowie za zgwałcenie i brutalne zabójstwo kobiety oraz usiłowanie zabójstwa dwóch córek zamordowanej, które jednak zdołały przeżyć. Prokuratorem w procesie był Artur Wrona. Rada Państwa nie skorzystała z prawa łaski. Andrzej Czabański został powieszony 21 kwietnia 1988 o godzinie 17:10 w krakowskim więzieniu Montelupich. Jego ostatnim życzeniem była prośba o papierosa; prośbę spełniono. Kilka tygodni później wprowadzono moratorium na wykonywanie kary śmierci. Była to ostatnia egzekucja wykonana w Polsce i 321. egzekucja wykonana w Polsce po 1956 roku.